# Neococcidencyrtus poutiersi
Neococcidencyrtus poutiersi är en stekelart som först beskrevs av Mercet 1922.  Neococcidencyrtus poutiersi ingår i släktet Neococcidencyrtus och familjen sköldlussteklar. Inga underarter finns listade i Catalogue of Life.